# Blastobasis crotospila
Blastobasis crotospila é uma espécie de mariposa do gênero Blastobasis pertencente à família Coleophoridae.